# Earle Clements

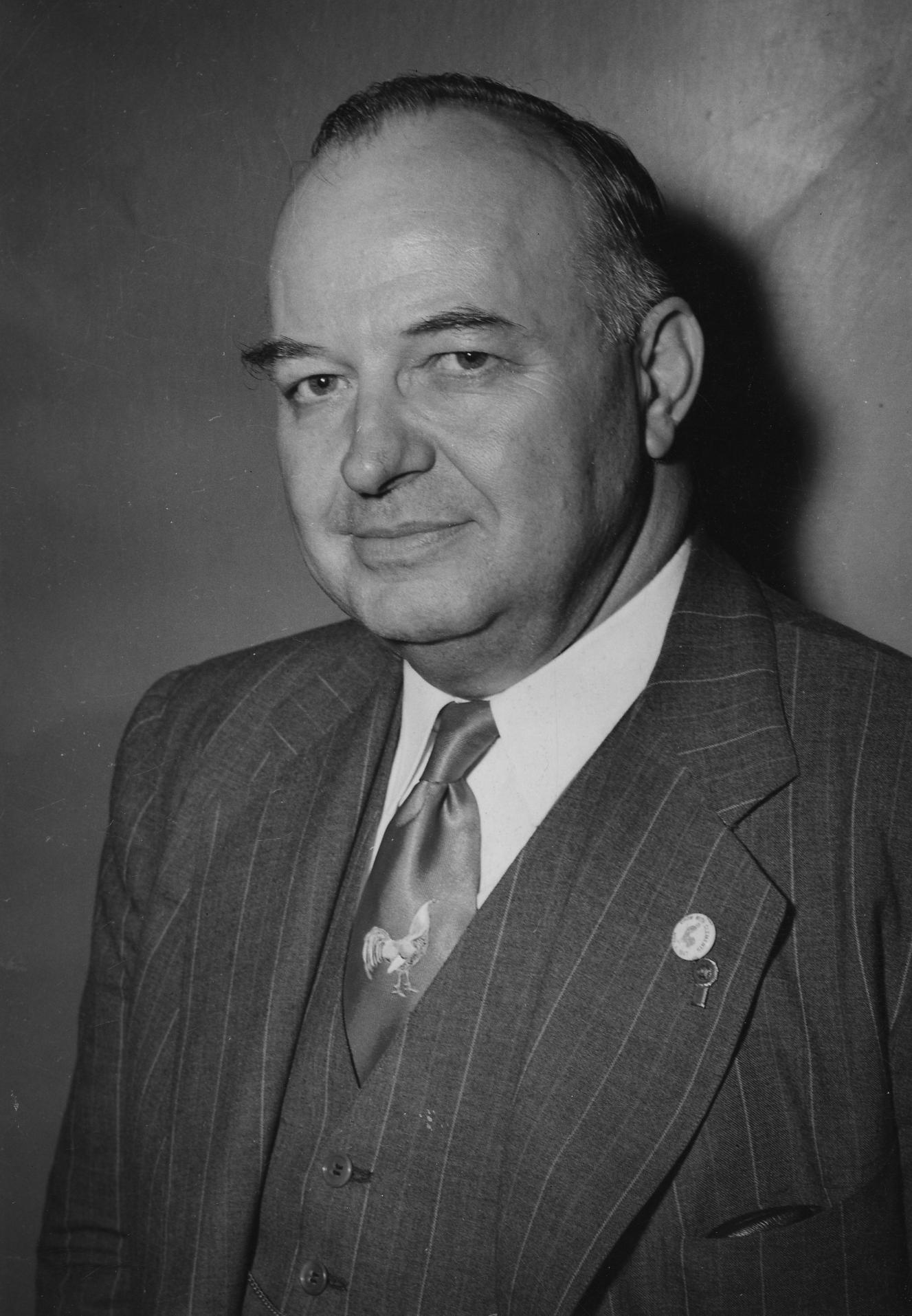
Earle Clements.

Earle Chester Clements, född 22 oktober 1896 i Morganfield, Kentucky, död 12 mars 1985 i Morganfield, Kentucky, var en amerikansk demokratisk politiker. Han representerade delstaten Kentucky i båda kamrarna av USA:s kongress, först i representanthuset 1945–1948 och sedan i senaten 1950–1957. Han var guvernör i Kentucky 1947–1950.
Clements studerade vid University of Kentucky. Han deltog i första världskriget i USA:s armé och befordrades till kapten. Han var sheriff i Union County 1922–1925 och domare 1934–1941.
Clements efterträdde 1945 Beverly M. Vincent som kongressledamot. Han besegrade Henry Lee Waterfield i demokraternas primärval inför guvernörsvalet 1947. Waterfield fick stöd från Happy Chandler. Clements fick i sin tur stöd från Emerson Beauchamp som var en politisk boss i västra Kentucky. Thomas R. Underwood var Clements kampanjchef. I själva guvernörsvalet vann Clements med 57,4 % av rösterna mot 42,6 % för republikanen Eldon S. Dummit. Clements tillträdde som guvernör i december 1947 och avgick som kongressledamot i januari 1948.
Clements fyllnadsvaldes 1950 till USA:s senat och vann samtidigt valet som gällde den åtföljande sexåriga mandatperioden. Han efterträddes som guvernör i november 1950 av Lawrence Wetherby. Republikanen Thruston Ballard Morton vann knappt mot Clements i senatsvalet 1956.
Clements var frimurare och medlem i Odd Fellows. Han gravsattes på Odd Fellows Cemetery i Morganfield.